# Rui Rosa
Ruimondo Carlos „Rui” Pereira Rosa (ur. 31 maja 1962 w Lizbonie) – portugalski judoka. Olimpijczyk z Los Angeles 1984, gdzie zajął dwudzieste miejsce w wadze półlekkiej.
Uczestnik mistrzostw świata w 1987 roku. Uczestnik turniejów.

## Letnie Igrzyska Olimpijskie 1984
| Konkurencja | Eliminacje                | Klas. końcowa |
| Konkurencja | Przeciwnik I              | Miejsce       |
| ----------- | ------------------------- | ------------- |
| 65 kg       | Stephen Gawthorpe (GBR) P | 20.           |